# Daehre-Kommission

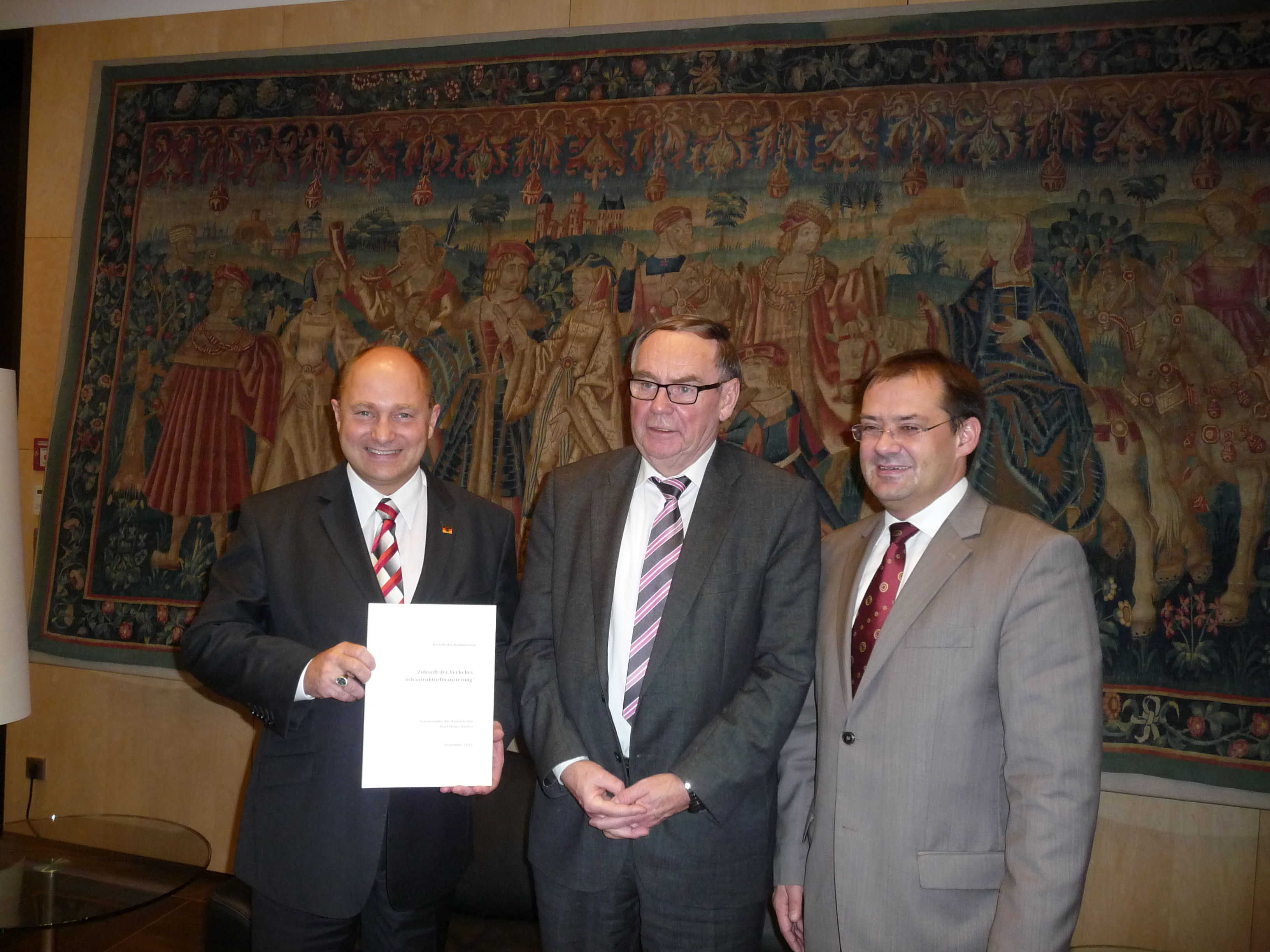
Übergabe Abschlussbericht im Bundesrat am 12. Dezember 2012 v.l.: Rainer Bomba (BMVI), Karl-Heinz-Daehre (Kommissionsvorsitzender), Jörg Vogelsänger (Brandenburg)

Die Daehre-Kommission (eigentlich Kommission „Zukunft der Verkehrsinfrastrukturfinanzierung“) war eine im Dezember 2011 von der Verkehrsministerkonferenz einberufene Kommission zur Zukunft der Verkehrsinfrastrukturfinanzierung. Sie ist nach ihrem Vorsitzenden Karl-Heinz Daehre benannt.

## Ziele
Die Kommission wurde von aktiven Verkehrsministern bzw. Senatoren aus allen politischen Parteien gebildet, die zu diesem Zeitpunkt Verkehrsressorts in den Ländern leiteten. Die Bundesregierung vertrat der Staatssekretär im Bundesministerium für Verkehr und Infrastruktur (BMVI). Vorsitzender war Karl-Heinz Daehre (ehemaliger Minister für Landesentwicklung und Verkehr des Landes Sachsen-Anhalts).
Mit dem Kommissionsauftrag hatten die Verkehrsminister der Länder erneut grundsätzliche Fragestellungen aufgegriffen, die in den Jahren 1999 bis 2000 von der durch die Bundesregierung berufenen „Kommission Verkehrsinfrastrukturfinanzierung (Pällmann-Kommission)“ bearbeitet wurden.
Das Ziel der Daehre-Kommission bestand zunächst darin, eine Bestandsanalyse und Zustandsbeschreibung für die Verkehrsträger Schiene, Straße und Wasserstraße sowohl für den Bund, als auch für die Länder und Kommunen durchzuführen. Darauf aufbauend sollten Möglichkeiten der zukünftigen Finanzierung der Verkehrsinfrastruktur aufgezeigt werden. Die Daehre-Kommission sollte darüber hinaus eine gesellschaftlich-politische Diskussion zur zukünftigen Finanzierung von Verkehrsinfrastrukturen anregen.
Die Ergebnisse der Kommissionsarbeit bildeten ihrerseits die Grundlage für die von der Verkehrsministerkonferenz im Jahr 2013 berufene Kommission „Nachhaltige Verkehrsinfrastrukturfinanzierung (Bodewig-Kommission)“, die mit der Erarbeitung von politisch umsetzbaren Maßnahmen beauftragt wurde.

## Mitglieder der Kommission
- Karl-Heinz Daehre (Vorsitzender)
- Jörg Vogelsänger, Brandenburg (Stellvertreter, Vorsitzender der Verkehrsministerkonferenz)
- Rainer Bomba, Berlin (Stellvertreter)
- Winfried Hermann (Baden-Württemberg)
- Joachim Herrmann (Bayern)
- Frank Horch (Hamburg)
- Dieter Posch (Hessen), ab Juni 2012 Florian Rentsch
- Harry Voigtsberger (Nordrhein-Westfalen), ab Juni 2012 Michael Groschek
- Christian Carius (Thüringen)

Mitarbeiter der Kommission:
- Fabian Behrendt (Magdeburg)
- Ulrich-Karl Engel (Blankenburg/Harz)
- Hans-Joachim Gottschalk (Wilhelmshaven)
- Sebastian Trojahn (Magdeburg)

Berater der Kommission:
- Till Ackermann (Köln)
- Klaus J. Beckmann (Berlin)
- Torsten R. Böger (Berlin)
- Andreas Kossak (Hamburg)
- Werner Rothengatter (Karlsruhe)
- Frank M. Schmid (Willich)

## Ergebnisse

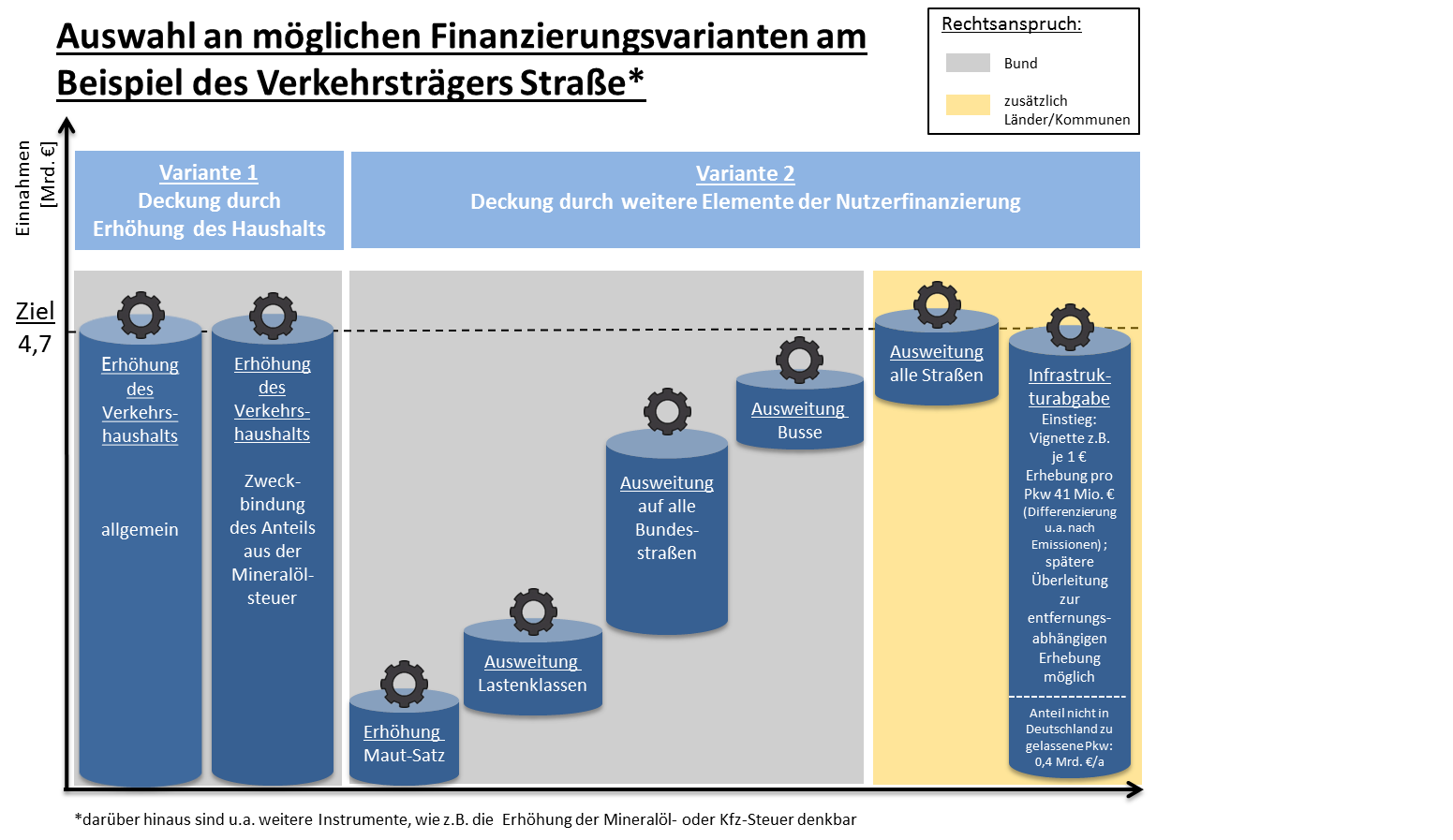
Finanzierungsvarianten (Vorschlag der Daehre-Kommission)

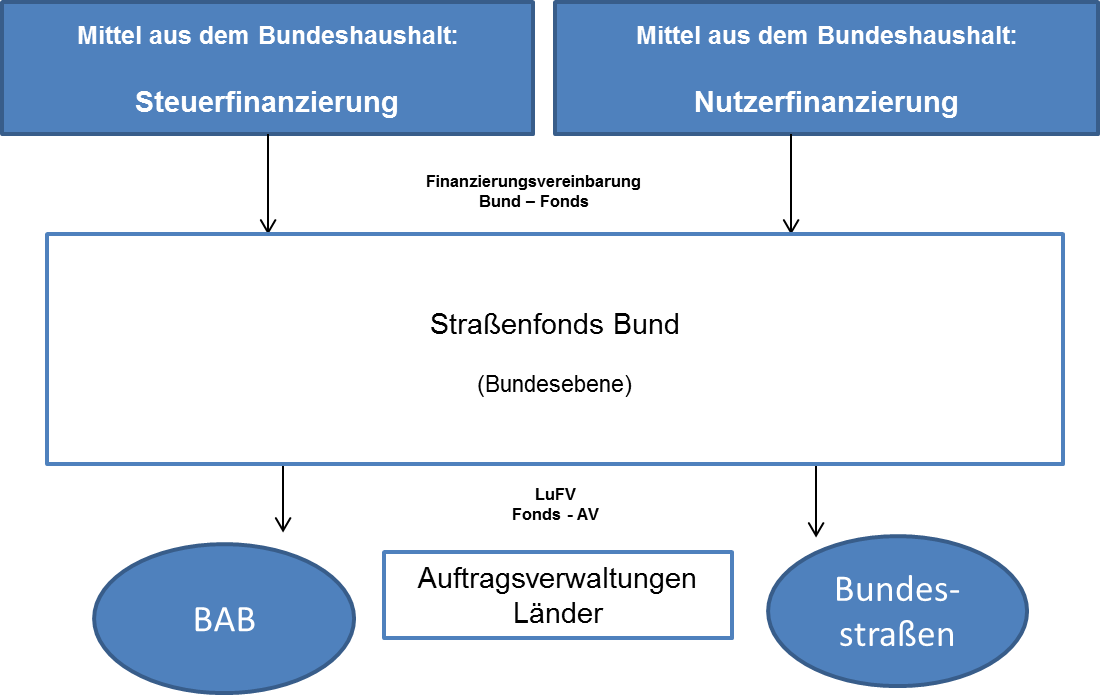
Fondsmodell Straße

Der Bericht der Kommission „Zukunft der Verkehrsinfrastrukturfinanzierung“ geht von der grundsätzlichen Feststellung der Verkehrsministerkonferenz aus, dass der Wirtschaftsstandort Deutschland wie auch die Mobilität der Bürgerinnen und Bürger durch einen fortschreitenden Substanzverzehr der Verkehrsinfrastruktur ernsthaft gefährdet sind. Dies wird für alle Verkehrsträger in der Baulast des Bundes, der Länder, der Landkreise und der Gemeinden festgestellt. Da diesem Problembewusstsein der Fachöffentlichkeit bislang keine adäquate gesellschaftliche Wahrnehmung folgte, wird es für erforderlich gehalten, eine ereignisorientierte Debatte zur Bedeutung einer leistungsfähigen Verkehrsinfrastruktur als einen wesentlichen Teil der staatlichen Daseinsvorsorge und ihrer bedarfsgerechten Finanzierung anzustoßen.

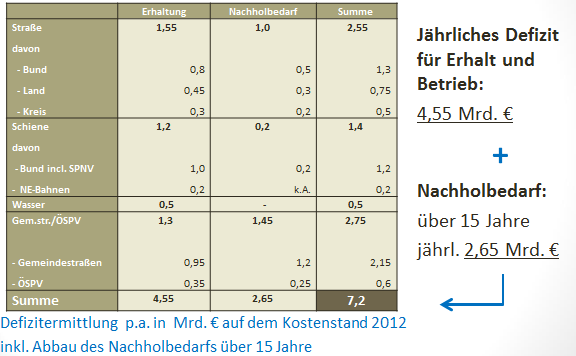
Defizit Ermittlung der Daehre-Kommission

Der Bericht folgt dem Ziel, für den erforderlichen politischen und gesellschaftlichen Diskussionsprozess eine qualifizierte Basis zur Versachlichung der Debatte zu schaffen. „Gefühlte“ Wahrnehmungen sollen eine reale Grundlage erhalten. Das ermittelte Defizit von mindestens 7,2 Mrd. € pro Jahr für die Verkehrsträger Straße, Schiene und Wasserstraße zeigt mehr als deutlich den Nachholbedarf (jährliches Defizit für Erhalt und Betrieb auf dem Kostenstand 2012 inkl. Abbau des Nachholbedarfs über 15 Jahre), um weitere volkswirtschaftliche Schäden zu vermeiden und den Wirtschaftsstandort Deutschland nicht zu gefährden.
Durch eine Erörterung von Grundsätzen und Leitlinien in der Verkehrsministerkonferenz erfährt die Kommissionsarbeit über die direkte Finanzierungsfrage hinaus zunächst eine Einordnung in die aktuellen Herausforderungen an die Verkehrspolitik, wie gesellschaftliche Veränderungen, verstärkte Umweltanforderungen und die finanziellen Rahmenbedingungen.
Anknüpfend an die verkehrspolitische Zielbestimmung und den aktuellen Handlungsbedarf für den Erhalt und den Betrieb der Bestandsnetze, geht der Bericht davon aus, dass die finanziellen Ressourcen zunächst vorrangig in diesem Bereich einzusetzen sind. Neubauvorhaben bedürfen hiernach weiterhin einer eindeutigen politischen Entscheidung einschließlich der projektbezogenen Finanzierung.
Bei den Instrumenten der Finanzierung ruft der Bericht die zunächst naheliegenden Änderungsmöglichkeiten auf, wie die Hebung von Einsparpotenzialen im gegenwärtigen System, eine Erhöhung des Anteils für den Verkehrssektor aus den Einnahmen der Mineralölsteuer sowie eine bedarfsgerechtere Erhöhung der Haushaltsansätze für den Verkehr.
Der Bericht erörtert auch unter Auswertung ausländischer Beispiele Formen der Finanzierung und Steuerung, die u. a. eine flexible und überjährige Nutzung der finanziellen Ressourcen ermöglichen. Dabei werden Fonds-Lösungen vertieft betrachtet. In diesem Zusammenhang wird festgestellt, dass es für eine dauerhafte Akzeptanz des Finanzbedarfs der Verkehrsinfrastruktur transparenter und periodisch anzufertigender Infrastrukturzustands- und -leistungsberichte bedarf.
Ausgehend von national bereits bestehenden Elementen der Nutzerfinanzierung, wie Maut für schwere Lkw und Trassengebühr für Schienenwege, werden in Anlehnung an die einschlägigen Vorgaben der EU vor allem für den Verkehrsträger Straße weitere denkbare Instrumente erörtert. Diese werden mit ihren rechtlichen, finanziellen und gesellschaftlichen, darunter auch sozialen Auswirkungen – ggf. Kompensationsnotwendigkeiten – dargestellt, sowie mit ihren Vor- und Nachteilen summarisch beschrieben. Dabei wurde auch ermittelt, welchem Baulastträger bei welcher Maßnahme ein Rechtsanspruch auf etwaige Mehreinnahmen entsteht.

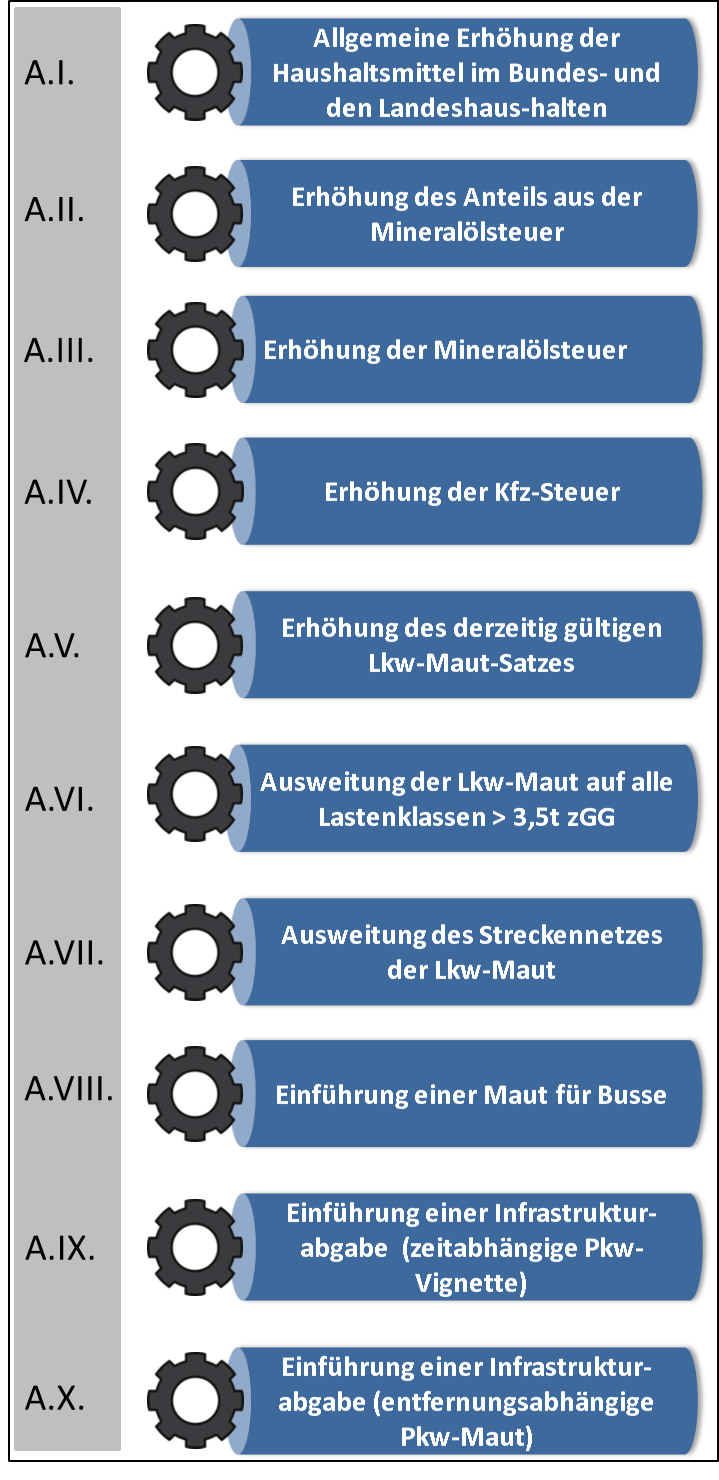
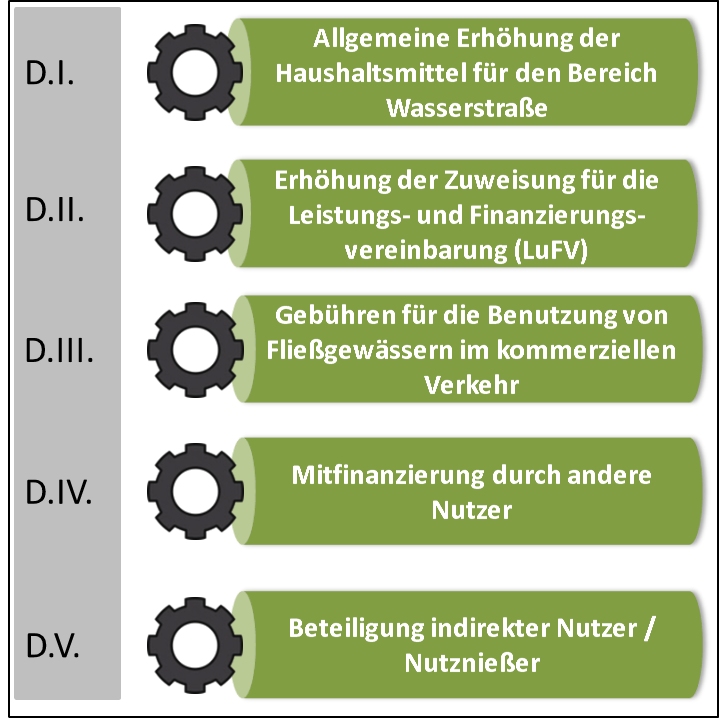
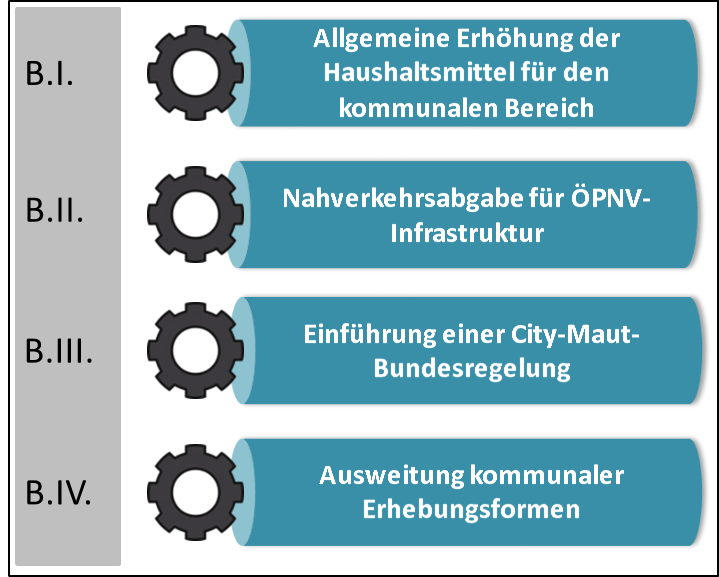
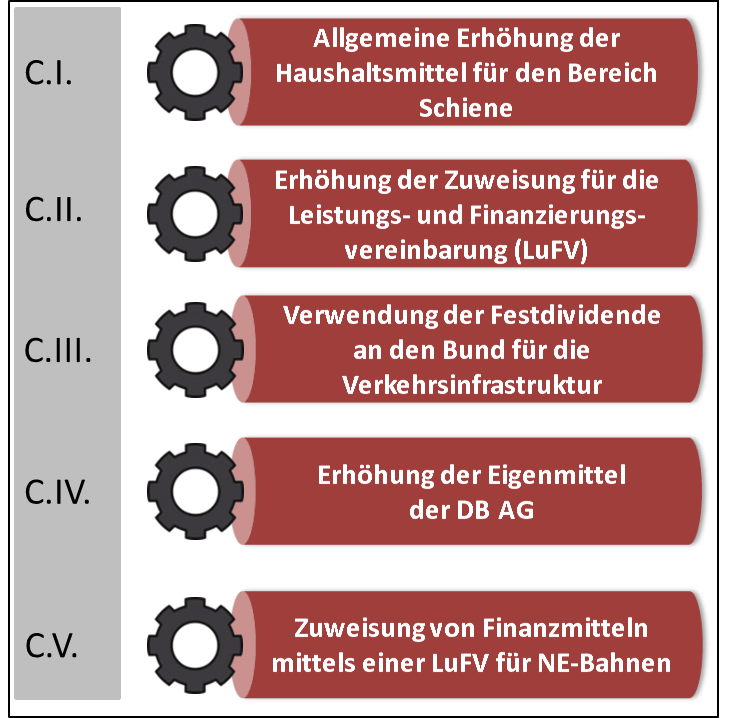

Der Ergebnisbericht der Daehre-Kommission wurde weiterhin im Ausschuss für Verkehr und digitale Infrastruktur des Deutschen Bundestags, in mehreren Landtagen sowie den verkehrsaffinen Verbänden, Institutionen und bei wissenschaftlichen Tagungen vorgestellt.
Zudem wurde der Bericht auf Anfrage einer japanisch wissenschaftlichen Gesellschaft (Express Highway Research Foundation of Japan) ins Japanische übersetzt und fand auch Beachtung bei der Ausgestaltung von zukünftigen Finanzierungsformen für die europäische Verkehrsinfrastruktur.